# سیارک ۴۵۷

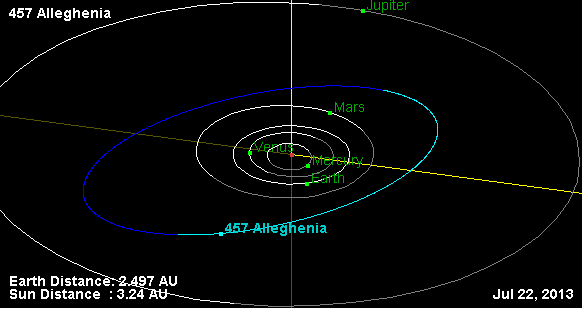
نمایی از محل قرارگیری سیارک ۴۵۷ در مدار - ۲۰۱۳

سیارک ۴۵۷ (به انگلیسی: 457 Alleghenia، نامگذاری:1900FJ) چهارصد و پنجاه و هفتمین سیارک کشف شده‌است که در ۱۵ سپتامبر ۱۹۰۰ و در هایدلبرگ کشف شد.
قدر مطلق سیارک برابر ۱۱٫۰۰ است.